# Eupelmus paraleucothrix
Eupelmus paraleucothrix är en stekelart som beskrevs av Perkins 1910. Eupelmus paraleucothrix ingår i släktet Eupelmus och familjen hoppglanssteklar. Inga underarter finns listade i Catalogue of Life.